# Willan Nunatak

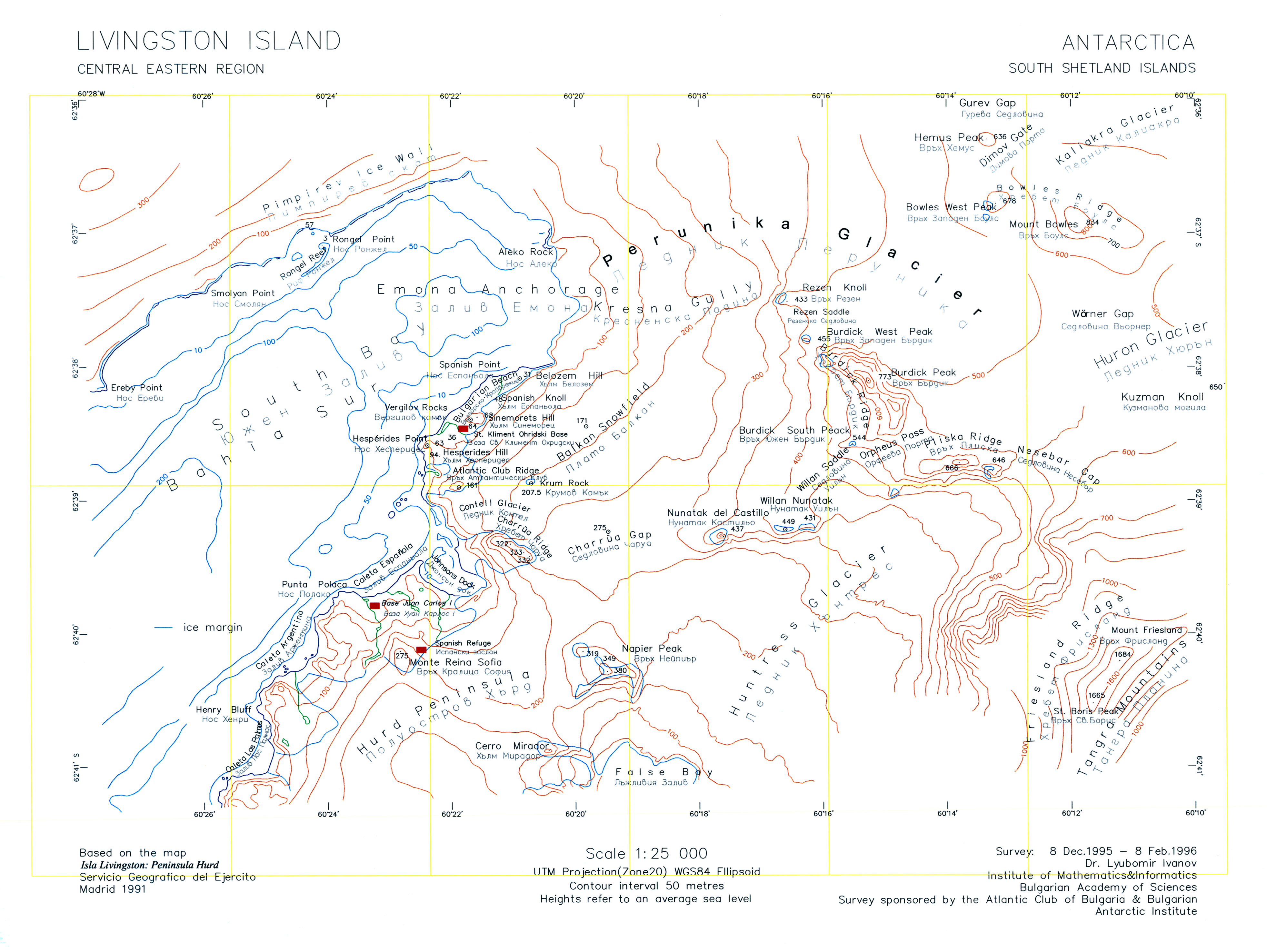
Mappa topografica del settore centro-orientale dell'Isola Livingston, con il Willan Nunatak.

Willan Nunatak è un picco roccioso dalla punta priva di ghiaccio, alto 449 m e posto sullo spartiacque tra il Ghiacciaio Huntress e il Balkan Snowfield, nella Penisola Hurd situata nel settore orientale dell'Isola Livingston, che fa parte delle Isole Shetland Meridionali, in Antartide. 
Il nunatak è collegato al Burdick South Peak a nordest dalla Willan Saddle e al Charrúa Ridge a ovest dal Castillo Nunatak e Charrúa Gap.
La denominazione è stata assegnata in onore del geologo britannico Robert Willan, che aveva svolto ricerche in quest'area per conto del British Antarctic Survey.

## Localizzazione
Il nunatak è posizionato alle coordinate 62°39′13.7″S 60°16′32″W, 890 m a est del Castillo Nunatak, 4,66 km est-sudest di Sinemorets Hill, 2,36 km sud-sudovest di Burdick Peak, 2,48 km ovest-sudovest di Pliska Peak, 4,96 km ovest-nordovest del Monte Friesland, 4,63 km nord-nordovest di Stambolov Crag e 3,21 km nordest di Napier Peak.
Mappatura britannica nel 1968, spagnola da parte del Servicio Geográfico del Ejército nel 1991; rilevazione topografica bulgara nel 1995/96 e nel corso della spedizione investigativa Tangra 2004/05 e mappatura nel 1996, 2005 e 2009.

## Mappe
- South Shetland Islands. Scale 1:200000 topographic map. DOS 610 Sheet W 62 60. Tolworth, UK, 1968.
- Isla Livingston: Península Hurd. Mapa topográfico de escala 1:25000. Madrid: Servicio Geográfico del Ejército, 1991. (Map reproduced on p. 16 of the linked work)
- L.L. Ivanov. Livingston Island: Central-Eastern Region. Scale 1:25000 topographic map.  Sofia: Antarctic Place-names Commission of Bulgaria, 1996.
- L.L. Ivanov et al. Antarctica: Livingston Island and Greenwich Island, South Shetland Islands. Scale 1:100000 topographic map. Sofia: Antarctic Place-names Commission of Bulgaria, 2005.
- L.L. Ivanov. Antarctica: Livingston Island and Greenwich, Robert, Snow and Smith Islands. Scale 1:120000 topographic map.  Troyan: Manfred Wörner Foundation, 2009.  ISBN 978-954-92032-6-4
- Antarctic Digital Database (ADD). Scale 1:250000 topographic map of Antarctica. Scientific Committee on Antarctic Research (SCAR). Since 1993, regularly upgraded and updated.
- L.L. Ivanov. Antarctica: Livingston Island and Smith Island. Scale 1:100000 topographic map. Manfred Wörner Foundation, 2017. ISBN 978-619-90008-3-0